# Droit de Magdebourg

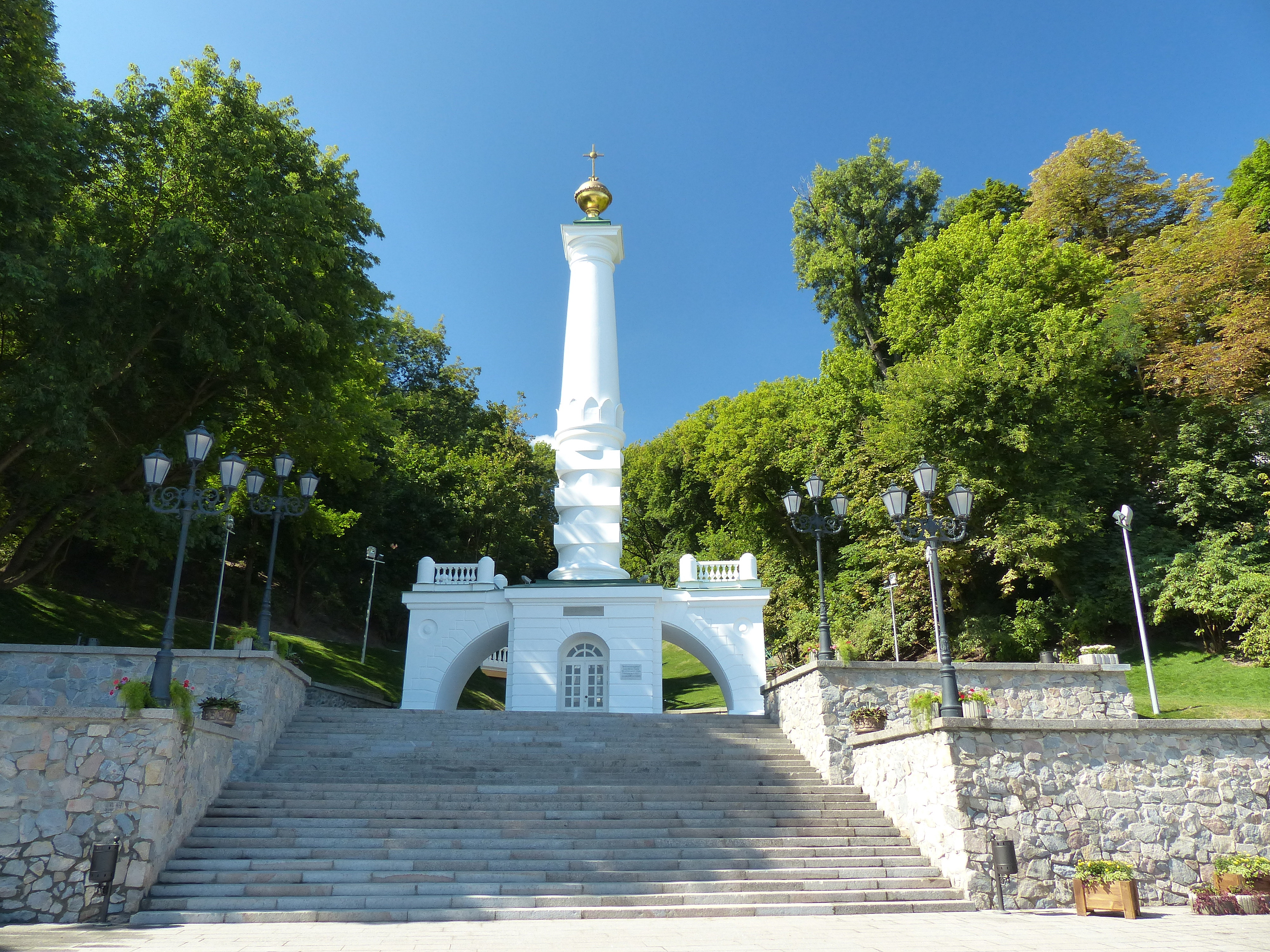
Monument à l'octroi du droit de Magdebourg à Kiev.

Ce qu’on appelle droit de Magdebourg (en allemand : Magdeburger Recht) est une forme de privilège urbain originaire de la ville de Magdebourg, qui eut une influence considérable sur le droit urbain en Europe médiane et en Europe de l’Est, dans sa variante silésienne, le droit de Neumarkt, qui se répandit en Pologne et Lituanie, ou dans sa variante septentrionale, le droit de Culm, qui se répandit en Prusse dans le cadre de l'État teutonique.
Le droit urbain en général prend ses racines dans le droit coutumier des marchands, dans les privilèges accordés par les seigneurs aux villes et dans les règles décidées par la communauté elle-même. À l'intérieur de la ville, il garantissait aux citoyens la liberté personnelle, le droit de propriété et l'intégrité physique et réglait l'activité économique.

## La mise en place du droit urbain à Magdebourg
La première source écrite attestant l'existence du droit urbain à Magdebourg est un privilège accordé en 1188 par l’archevêque Wichmann de Seeburg, simplifiant les procédures judiciaires urbaines : une telle modification implique logiquement que le droit de ville existait déjà à Magdebourg. D'ailleurs, dès 1160, la ville hanséatique de Stendal (Saxe-Anhalt) recevait le droit de ville de Magdebourg.
En 1294, les citoyens de Magdebourg rachetèrent à l'archevêque les charges de prévôt et de burgrave qu'ils purent ensuite occuper eux-mêmes. En ce qui concerne la justice, l'archevêque restait en théorie le maître du tribunal, mais il ne pouvait y placer que des personnes désignées par la ville, qui contrôlait en pratique la justice. La même année fut réalisée la séparation des compétences entre le conseil de ville et le tribunal des échevins : ce dernier s'occupait de la justice tandis que le conseil était responsable de l'administration et de la législation.
À partir de 1294, on peut donc parler du droit urbain de Magdebourg dans le sens de l'autonomie administrative de la ville.

## Le droit de Magdebourg

### Organisation de la procédure
Une innovation essentielle du droit de Magdebourg résidait dans l'élimination, dès le premier article, de ce qu'on appelait le « risque de procédure », c'est-à-dire la possibilité de perdre son procès pour la seule raison qu'on n'avait pas employé les formules procédurales correctes. Une telle modification renforçait la confiance dans le tribunal et introduisait dans le droit une plus grande sécurité.
Pour les commerçants de passage à Magdebourg entraient en jeu ce qu'on appelait « les lois de l'hospitalité » : elles obligeaient le tribunal à trancher le différend dans la journée. Cette adaptation de la procédure montre que le droit de Magdebourg était pour l'essentiel un droit fait pour les commerçants.

### Droit commercial
Dans le domaine du droit commercial, le droit urbain de Magdebourg réglait les questions juridiques touchant l'économie, comme la responsabilité concernant la marchandise, l'obligation pour les commerçants de tenir leurs comptes, l'ordre de la comptabilité, les questions relatives au capital des associés et à l'activité des mandataires.

### Droit matrimonial et successoral
Fondamentalement, l'époux était considéré d'après le droit urbain de Magdebourg comme le tuteur de son épouse. Aujourd'hui, on suppose que s'il existait une séparation de biens, c'était tout de même l'époux qui administrait la fortune de la femme. Cette tutelle de l'époux n'empêchait cependant pas qu'on prévît que la femme pût comparaître devant le tribunal avec sa personnalité juridique.

### Droit pénal
Parmi les innovations importantes du droit pénal urbain de Magdebourg, on trouve plusieurs clauses modernes :
- la suppression de la solidarité familiale, si bien qu'en cas de blessures corporelles et d'homicide, c'est exclusivement l'auteur et non sa famille qui porte la responsabilité,
- la réinterprétation et le développement du droit par la jurisprudence
- la preuve par témoignage devant le tribunal.

Tout cela s'oppose aux pratiques de la vendetta, du jugement de Dieu et à la suppression de la prescription pour abus de pouvoir[pas clair].

### Système judiciaire
Les décisions judiciaires reviennent au tribunal appelé « Schöppenstuhl », généralement composé de onze assesseurs non juristes, qui sont inamovibles et peuvent choisir leur successeur. À partir de 1336 il est interdit d'être simultanément assesseur du tribunal (qui applique le droit) et membre du conseil (qui peut modifier le droit).
Le Schöppenstuhl n'est pas seulement une cour de justice pour Magdebourg, il est par la suite également chargé d'interpréter le droit des autres villes qui ont adopté le droit de Magdebourg.

## L'expansion du droit de Magdebourg

### En Allemagne
Ce droit est donné par la suite à un grand nombre de villes nouvelles fondées dans le « Neusiedelgebiet », les territoires de colonisation de l'est, par leurs seigneurs respectifs, mais a aussi une influence dans les régions situées à l'ouest de Magdebourg, comme l'actuelle Basse-Saxe. Avant tout, cependant, il se propagea avec le mouvement du Drang nach Osten, dans la marche de Brandebourg, localement en Poméranie, Prusse, Thuringe, Saxe, Silésie, Bohême, Moravie et Lusace.

### Hors d'Allemagne
L'expansion du droit de Magdebourg à l’est de l'Allemagne est accompagnée par la diffusion du Miroir des Saxons (Sachsenspiegel) comme source du droit de pays. Quand les sources parlent du droit allemand, il s'agit toujours du droit urbain magdebourgeois, en concomitance avec le Miroir des Saxons.
En s'appuyant sur son usage dans certaines sources, l'historiographie ancienne le désignait comme jus teutonicus (« droit allemand »), mais actuellement c'est l'appellation de « droit saxon-magdebourgeois » qui s'est imposée.
Au cours de sa diffusion en Europe de l’est, le Miroir des Saxons fut traduit en latin (Versio Vratislaviensis, entre 1272 et 92) et adapté selon la diversité des circonstances (Miroir livonien, au milieu du XIVe siècle).
Parmi les villes qui reçurent le droit urbain de Magdebourg, on trouve notamment Vilnius et Kaunas (1408) dans l'actuelle Lituanie ; Kiev (1494-1795 et 1802-1834), Jytomyr (1444) et Lviv (1356) dans l'actuelle Ukraine.

### Le droit de Magdebourg et la population juive
Le droit de Magdebourg n'était pas valable pour les juifs, en général considérés comme étrangers et ne faisant pas partie de la population urbaine normale.
On peut citer une exception : la ville lituanienne de Trakai, où, en 1444, le droit de Magdebourg, déjà présent pour la population chrétienne, fut accordé à la population juive, mais en tant que groupe séparé.

### Source
- (de) Cet article est partiellement ou en totalité issu de l’article de Wikipédia en allemand intitulé « Magdeburger Recht » (voir la liste des auteurs).